# Cryptophagus hupalupae
Cryptophagus hupalupae là một loài bọ cánh cứng trong họ Cryptophagidae. Loài này được Israelson miêu tả khoa học năm 1985.